# Виктория-Ривер-Даунс (аэропорт)
Аэропорт Виктория-Ривер-Даунс (англ. Victoria River Downs Airport) — небольшой региональный аэропорт, который располагается в местечке Виктория-Ривер-Даунс, Северная территория, Австралия. Имеет небольшую взлётно-посадочную полосу длиной 1219 метров. Высота над уровнем моря 89 метров. Ближайшие аэропорты: Кидман Спрингс (32 км на север), Хамбери Ривер (41 км на запад), Камфилд (76 км на юго-восток).